# Lunamatrona
Lunamatrona là một đô thị ở tỉnh Sud Sardegna trong vùng Sardegna của Ý, cách khoảng 50 km về phía tây bắc của Cagliari và khoảng 9 km về phía bắc của Sanluri. Tại thời điểm ngày 31 tháng 12 năm 2004, đô thị này có dân số 1.806 người và diện tích là 20,6 km².
Lunamatrona giáp các đô thị: Collinas, Pauli Arbarei, Sanluri, Siddi, Villamar, Villanovaforru.